# Stanisław Witek (związkowiec)
Stanisław Zbigniew Witek (ur. 13 grudnia 1952 w Jaworze, zm. 13 kwietnia 2024 w Legnicy) – polski nauczyciel i samorządowiec, członek opozycji antykomunistycznej w latach PRL, działacz związków zawodowych na Dolnym Śląsku. Mąż Elżbiety Witek – marszałek Sejmu Rzeczypospolitej Polskiej VIII i IX kadencji.

## Życiorys
Ukończył studia w Instytucie Historycznym Uniwersytetu Wrocławskiego (1977). Pracował jako wychowawca w Państwowym Zakładzie Wychowawczym w Jaworze (1977-1983), a następnie jako nauczyciel w szkole podstawowej w Paszowicach (od 1983 roku).
Od października 1980 roku był członkiem NSZZ „Solidarność”. Należał do Komitetu Założycielskiego NSZZ „Solidarność” Pracowników Oświaty i Wychowania w Jaworze, a od stycznia 1981 był członkiem Komisji Okręgowej Związku. Podczas stanu wojennego zajmował się m.in. kolportażem wydawnictw podziemnych (czasopism, ulotek, znaczków poczt podziemnych, kaset, wydawnictw okolicznościowych) na terenie województwa legnickiego. Uczestniczył w akcjach plakatowych, druku podziemnych pism, malowaniu na murach oraz zbiórkach pieniężnych. Współorganizował również „Msze za Ojczyznę”. Za swoją działalność był wielokrotnie zatrzymywany, a w dniu 3 września 1982 roku został aresztowany za udział w manifestacji. Skazany przez kolegium do spraw wykroczeń na 3 miesiące pozbawienia wolności, karę odbył w Areszcie Śledczym w Świdnicy (od 3 września 1982 roku), a następnie w Zakładzie Karnym we Wrocławiu (od 3 października 1982 roku). Z początkiem grudnia 1982 roku został zwolniony.
Po zmianach ustrojowych w 1989 roku był członkiem związków zawodowych: Komisji Okręgowej NSZZ „Solidarność” w Jaworze (1989), Rady Sekcji Regionalnej Pracowników Oświaty i Wychowania „Solidarność” Regionu Zagłębia Miedziowego (od 1991), Komisji Międzyzakładowej „Solidarność” POiW w Jaworze oraz Zarządu Regionu Zagłębie Miedziowe NSZZ „Solidarność”.  Na początku lat 90. należał do Ruchu Obywatelskiego Akcja Demokratyczna. W latach 1994–1998 pełnił funkcję radnego Jawora z listy Jaworskiego Forum Samorządowego, był również delegatem do Sejmiku Samorządowego województwa legnickiego. W wyborach samorządowych w 1998 bez powodzenia ubiegał się o reelekcję z ramienia Ligi Jaworskiej. Podczas wyborów samorządowych 2010, 2014 oraz 2018 był wybierany do Rady Powiatu Jaworskiego z listy Prawa i Sprawiedliwości. W latach 2018–2021 pełnił funkcję członka Zarządu powiatu. Jego mandat został wygaszony w grudniu 2021 roku.
Został pochowany na cmentarzu komunalnym w Jaworze.

### Odznaczenia
W uznaniu zasług został odznaczony Srebrnym Krzyżem Zasługi (2005), Krzyżem Kawalerskim Orderu Odrodzenia Polski (2009), Krzyżem Wolności i Solidarności (2018) oraz Złotą Odznaką Sekcji Krajowej Pracowników Oświaty i Wychowania „Solidarność” (2002).

### Rodzina
Od 1980 roku był mężem Elżbiety Witek – polityczki i nauczycielki, Marszałek Sejmu Rzeczypospolitej Polskiej VIII i IX kadencji w latach 2019–2023. Z małżeństwa urodziły się dwie córki: Marta (ur. 1983) i Gabriela (ur. 1991).

### Choroba
W związku ze swoim stanem zdrowia, w 2021 roku Stanisław Witek trafił na oddział intensywnej terapii Wojewódzkiego Szpitala Specjalistycznego w Legnicy. W kwietniu 2023 roku stał się mimowolnym bohaterem medialnych doniesień. Wówczas to dziennikarze Radia ZET opublikowali materiał, z których wynikało, że mężczyzna od ponad dwóch lat zajmuje łóżko na oddziale, podczas gdy jego stan zdrowia miał przemawiać za przeniesieniem go na oddział opieki paliatywnej. Dziennikarze dotarli do kobiety, której matce odmówiono przyjęcia na OIOM legnickiego szpitala z uwagi na brak miejsc. Matka kobiety zmarła, a jej córka powiązała ten fakt z brakiem możliwości opieki szpitalnej, wobec czego złożyła w prokuraturze w Legnicy zawiadomienie w sprawie możliwego przekroczenia uprawnień.
W odpowiedzi na doniesienia, Szpital wydał oświadczenie, w treści którego poinformował że „pacjenci przebywający w Wojewódzkim Szpitalu Specjalistycznym w Legnicy są leczeni zgodnie z obowiązującymi standardami medycznymi oraz ze wskazaniami wynikającymi ze stanu zdrowia pacjenta, aktualnej wiedzy medycznej, dostępnymi metodami, a także zasadami etyki zawodowej oraz z należytą starannością”. Do sytuacji odniosła się również Elżbieta Witek, wyrażając oburzenie zaistniała sytuacją i oświadczając, że nigdy nie zabiegała o żadne specjalne traktowanie męża, ani o przeniesienie ze szpitala rejonowego, ani o inne ekstraordynaryjne środki przysługujące jej oraz jej rodzinie z mocy ustawy w związku z pełnionym urzędem.
W lipcu 2023 roku Stanisław Witek został przeniesiony na oddział opieki paliatywnej szpitala w Legnicy.